# Agraylea galaica
Agraylea galaica är en nattsländeart som beskrevs av Gonzalez och Malicky 1980. Agraylea galaica ingår i släktet Agraylea och familjen smånattsländor. Inga underarter finns listade i Catalogue of Life.